# Eleonora de Castilia
Eleonora de Castilia (1241 – 28 noiembrie 1290) a fost prima soție a regelui Eduard I al Angliei. De asemenea, ea a fost contesă de Ponthieu de drept din 1279 până la moartea ei în 1290, succedând-o pe mama ei și domnind împreună cu soțul ei.

## Biografie

### Naștere
Eleonora s-a născut în Castilia, (astăzi în Spania) ca fiică a regelui Ferdinand al III-lea al Castiliei și a celei de-a doua soții, Ioana Contesă de Ponthieu. Numele ei castilian Leonora, a devenit Alienor sau Alianor în Anglia și Eleanor în engleza modernă. A fost numită după străbunica ei, Eleanor a Angliei.
A fost al doilea copil din cei cinci ai lui Ferdinand și Ioanei. Fratele ei mai mare, Ferdinand, s-a născut în 1239/40, fratele ei mai mic Louis în 1242/43; doi fii care s-u născut după Louis au murit de mici. Atât curtea tatălui ei cât și cea a fratelui vitreg, Alfonso al X-lea al Castiliei, erau cunoscute pentru atmosfera literară. Crescând în acest mediu aceste lucru i-a influențat activitățile literare ca regină. Se spune că a stat lângă tatăl ei pe patul de moarte, la Sevilla în 1252.

### Căsătoria
Eleonora s-a căsătorit cu regele Eduard I al Angliei la 1 noiembrie 1254 la Las Huelgas, Burgos. Cei doi tineri erau rude; străbunica Eleonorei a fost fiica regelui Henric al II-lea al Angliei și a reginei Eleanor de Aquitania.